# Chassidische Synagoge (Lemberg)

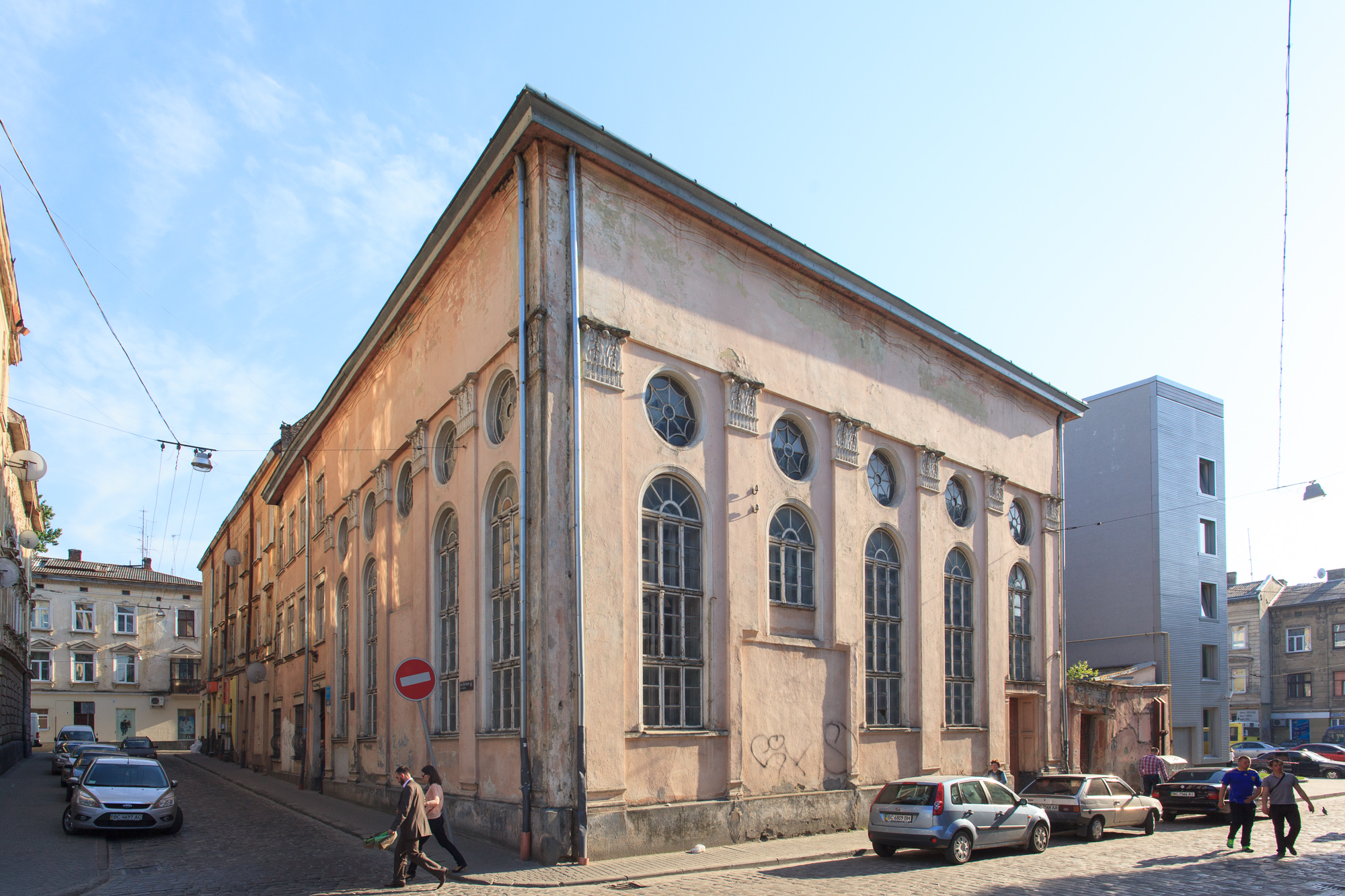
Die Jakob Glanzer Schul

Die Chassidische Synagoge oder auch Jakob Glanzer Schul  ist eine Synagoge in Lemberg (Ukraine). Sie befindet sich beim Theaterplatz am Rand der nördlichen Altstadt.

## Geschichte
Die Synagoge wurde von 1841 bis 1844 errichtet. Der Bau wurde von dem reichen jüdischen Händler Jakob Glanzer, dem Vorsitzenden der chassidischen Gemeinde der Stadt, finanziert. Es war die erste chassidische Synagoge Lembergs.
Im Jahre 1912 fanden umfangreiche Umbauarbeiten statt.
1918 kam es zu einem Pogrom durch polnische Bürger, die den Juden Lembergs vorwarfen, die Ukrainer bei den Kämpfen zwischen Polen und Ukrainern unterstützt zu haben. Dabei kam es zu starken Beschädigungen an dem Gebäude, die in den folgenden Jahren behoben wurden. Dabei gingen aber einige charakteristische Stilelemente verloren.
Nach dem Einmarsch der Wehrmacht in Lemberg im Zweiten Weltkrieg wurde die Synagoge in ein Lagerhaus umgebaut, wobei in eine der Seitenwände ein großes Tor für Lastwagen gebrochen wurde.
Nach 1945 wurde das Gebäude zunächst restauriert und an die jüdische Gemeinde  zurückgegeben. 1962 wurde die Synagoge von den sowjetischen Behörden geschlossen und der Bau vom Staat übernommen. Der Gebetsraum wurde in eine Sporthalle umgewandelt, die Emporen auf einer Seite abgebrochen, die Wandgemälde übertüncht und die Toranische zugemauert.
Nach 1990 war sie zunächst ein jüdisches Kulturzentrum. 1994 wurden erste Renovierungsarbeiten durchgeführt. 2012 wurden drei Wandgemälde entdeckt, die als vernichtet galten. Seit 2017 werden größere Restaurierungs- und Erhaltungsarbeiten durchgeführt. Man hofft, in dem Gebäude ein Halle der Synagogen genanntes Museum  einzurichten.

## Architektur
Die Synagoge wurde im Stil des Neobarock errichtet. Im Laufe der Jahre kam es immer wieder zu Umbauten. 1912 fanden diese im größeren Rahmen statt, wobei Elemente des Wiener Jugendstils eingefügt wurden. Bei den Ausbesserungen nach dem Pogrom von 1918 gingen durch die einfachere Bauweise einige Stilelemente verloren.
Die Haupthalle ist 18,6 × 12 m. Es gab zwei Emporen für die Frauen, die ursprünglich durch äußere Treppen zu erreichen waren, aber später durch Treppen im Inneren ersetzt wurden.

## Chassidische Synagoge und die Tempel-Synagoge
In der ersten Hälfte des 18. Jahrhunderts gab es erhebliche Spannungen zwischen den Reformjuden und den chassidischen Gemeinden. Damit der Bau überhaupt genehmigt werden konnte, musste Glanzer auch Geld für den Bau der Tempel-Synagoge stiften. Durch ihren Einfluss im Magistrat konnten die progressiven Juden nach der Fertigstellung der Synagoge 1844 die Eröffnung noch um zwei Jahre verzögern. Erst nach einer weiteren größeren Geldspende Glanzers für die Tempel-Synagoge durfte die Chassidische Synagoge 1846 offiziell eröffnet werden.